# Eduardo Ricagni
Eduardo Ricagni (Buenos Aires, 29 aprile 1926 – Buenos Aires, 1º gennaio 2010) è stato un calciatore argentino naturalizzato italiano, di ruolo centrocampista o attaccante.

## Caratteristiche tecniche
Calciatore non molto dotato fisicamente nonché poco avvezzo alla spettacolarità, sopperiva a ciò con un grande fiuto sottorete (da cui il soprannome di Hombre-gol), che lo portò a siglare molte marcature da opportunista.

## Carriera

### Club

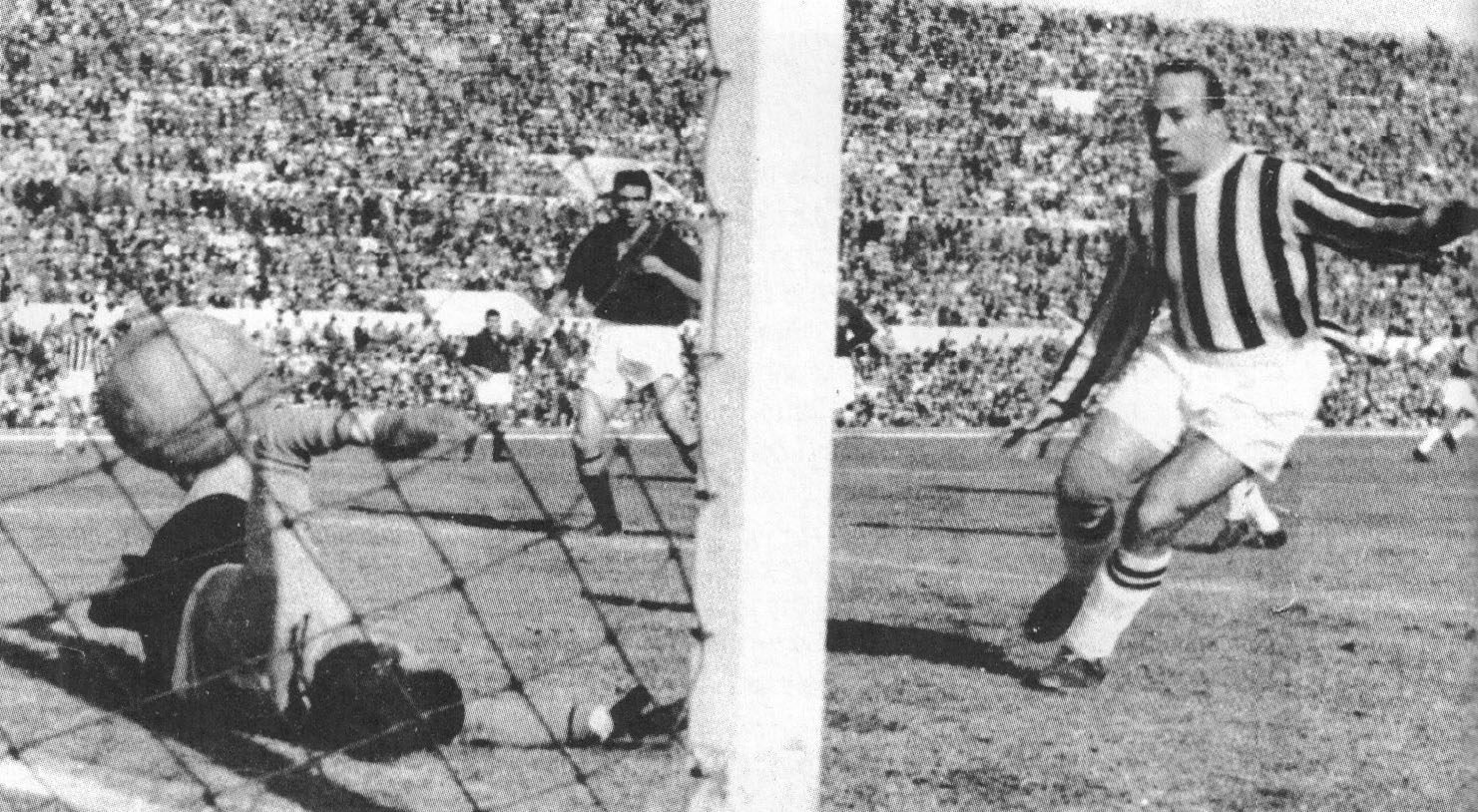
Ricagni in azione alla Juventus nel campionato 1953-1954

Il padre Pietro, di origini padovane, era emigrato in Argentina nel 1912. Ricagni esordì a 16 anni nel campionato argentino, vestendo tra gli anni 1940 e 1950 le maglie di Platense, Boca Juniors, Chacarita Juniors e Huracán.
Approdò in Italia nel 1953, a campionato già iniziato, acquistato dalla Juventus; rimase a Torino per una stagione, decidendo al debutto in bianconero la sfida contro l'Udinese del 1º novembre e rendendosi protagonista di un'ottima annata sottorete, che tuttavia non bastò ai piemontesi per vincere lo scudetto, battuti al rush finale dall'Inter. Non integratosi nello spogliatoio juventino a causa del carattere indolente, nella successiva estate si trasferì al Milan dove colse maggiori soddisfazioni, conquistando uno scudetto nella stagione 1954-1955 e una Coppa Latina l'anno seguente. In rossonero per tre stagioni, giocò 50 partite segnando 16 reti, formando un affiatato tridente offensivo con Juan Alberto Schiaffino e Gunnar Nordahl, identificato all'epoca con l'appellativo di Ri-Schia-No.
Nella seconda metà del decennio militò anche con Torino e Genoa, club dove si trasferì in prestito nell'estate del 1958 e con cui disputò il 6 luglio l'incontro tra i rossoblù e il Vigevano, valido per la Coppa Italia 1958 e terminato 5-2 a favore dei liguri.
Dopo un'ultima stagione nelle file del Catania, il 15 novembre 1959 si imbarcò da Genova per far ritorno a Buenos Aires. In Italia totalizzò complessivamente 112 presenze e 37 reti in Serie A e 28 presenze e 2 reti in Serie B.

### Nazionale
Mise a referto 3 gare e 2 reti con la nazionale italiana, la prima delle quali nella Coppa internazionale, il 13 dicembre 1953 a Genova contro la Cecoslovacchia, in una partita vinta dagli azzurri per 3-0, segnando il secondo gol al 27'.

## Statistiche

### Presenze e reti nei club italiani
| Stagione        | Squadra         | Campionato      | Campionato | Campionato | Coppe nazionali | Coppe nazionali | Coppe nazionali | Coppe continentali | Coppe continentali | Coppe continentali | Altre coppe | Altre coppe | Altre coppe | Totale | Totale |
| Stagione        | Squadra         | Comp            | Pres       | Reti       | Comp            | Pres            | Reti            | Comp               | Pres               | Reti               | Comp        | Pres        | Reti        | Pres   | Reti   |
| --------------- | --------------- | --------------- | ---------- | ---------- | --------------- | --------------- | --------------- | ------------------ | ------------------ | ------------------ | ----------- | ----------- | ----------- | ------ | ------ |
| 1953-1954       | Juventus        | A               | 24         | 17         | -               | -               | -               | -                  | -                  | -                  | -           | -           | -           | 24     | 17     |
| 1954-1955       | Milan           | A               | 26         | 6          | -               | -               | -               | -                  | -                  | -                  | CL          | 2           | 2           | 28     | 8      |
| 1955-1956       | Milan           | A               | 17         | 5          | -               | -               | -               | CC                 | 3                  | 2                  | CL          | 0           | 0           | 20     | 7      |
| 1956-1957       | Torino          | A               | 31         | 5          | -               | -               | -               | -                  | -                  | -                  | -           | -           | -           | 31     | 5      |
| giu. 1957       | Milan           | A               | -          | -          | -               | -               | -               | -                  | -                  | -                  | CL          | 2           | 1           | 2      | 1      |
| Totale Milan    | Totale Milan    | Totale Milan    | 43         | 11         |                 | -               | -               |                    | 3                  | 2                  |             | 4           | 3           | 50     | 16     |
| 1957-giu. 1958  | Torino          | A               | 14         | 4          | CI              | 0               | 0               | -                  | -                  | -                  | -           | -           | -           | 14     | 4      |
| Totale Torino   | Totale Torino   | Totale Torino   | 45         | 9          |                 | 0               | 0               |                    | -                  | -                  |             | -           | -           | 45     | 9      |
| giu. 1958       | Genoa           | A               | 0          | 0          | CI              | 1               | 0               | -                  | -                  | -                  | -           | -           | -           | 1      | 0      |
| 1958-1959       | Catania         | B               | 28         | 2          | CI              | 1               | 0               | -                  | -                  | -                  | -           | -           | -           | 29     | 2      |
| Totale carriera | Totale carriera | Totale carriera | 140        | 39         |                 | 2               | 0               |                    | 3                  | 2                  |             | 4           | 3           | 149    | 44     |

### Cronologia presenze e reti in nazionale
| Cronologia completa delle presenze e delle reti in nazionale ― Italia | Cronologia completa delle presenze e delle reti in nazionale ― Italia | Cronologia completa delle presenze e delle reti in nazionale ― Italia | Cronologia completa delle presenze e delle reti in nazionale ― Italia | Cronologia completa delle presenze e delle reti in nazionale ― Italia | Cronologia completa delle presenze e delle reti in nazionale ― Italia | Cronologia completa delle presenze e delle reti in nazionale ― Italia | Cronologia completa delle presenze e delle reti in nazionale ― Italia |
| Data                                                                  | Città                                                                 | In casa                                                               | Risultato                                                             | Ospiti                                                                | Competizione                                                          | Reti                                                                  | Note                                                                  |
| --------------------------------------------------------------------- | --------------------------------------------------------------------- | --------------------------------------------------------------------- | --------------------------------------------------------------------- | --------------------------------------------------------------------- | --------------------------------------------------------------------- | --------------------------------------------------------------------- | --------------------------------------------------------------------- |
| 13-12-1953                                                            | Genova                                                                | Italia                                                                | 3 – 0                                                                 | Cecoslovacchia                                                        | Coppa Internazionale                                                  | 1                                                                     |                                                                       |
| 24-1-1954                                                             | Milano                                                                | Italia                                                                | 5 – 1                                                                 | Egitto                                                                | Qual. Mondiali 1954                                                   | 1                                                                     |                                                                       |
| 16-1-1955                                                             | Bari                                                                  | Italia                                                                | 1 – 0                                                                 | Belgio                                                                | Amichevole                                                            | -                                                                     |                                                                       |
| Totale                                                                |                                                                       | Presenze                                                              | 3                                                                     |                                                                       | Reti                                                                  | 2                                                                     |                                                                       |

## Palmarès

### Club
- Campionato italiano: 1

Milan: 1954-1955
- Coppa Latina: 1

Milan: 1956

### Individuale
- Capocannoniere del campionato argentino: 1

1952 (28 gol)
- Capocannoniere della Coppa Latina: 1

1955 (2 gol, a pari merito con Héctor Rial)